# Lovas (Hongarije)
Lovas is een plaats (község) en gemeente in het Hongaarse comitaat Veszprém. Lovas telt 365 inwoners (2001).